# Спутниковая фотосъёмка

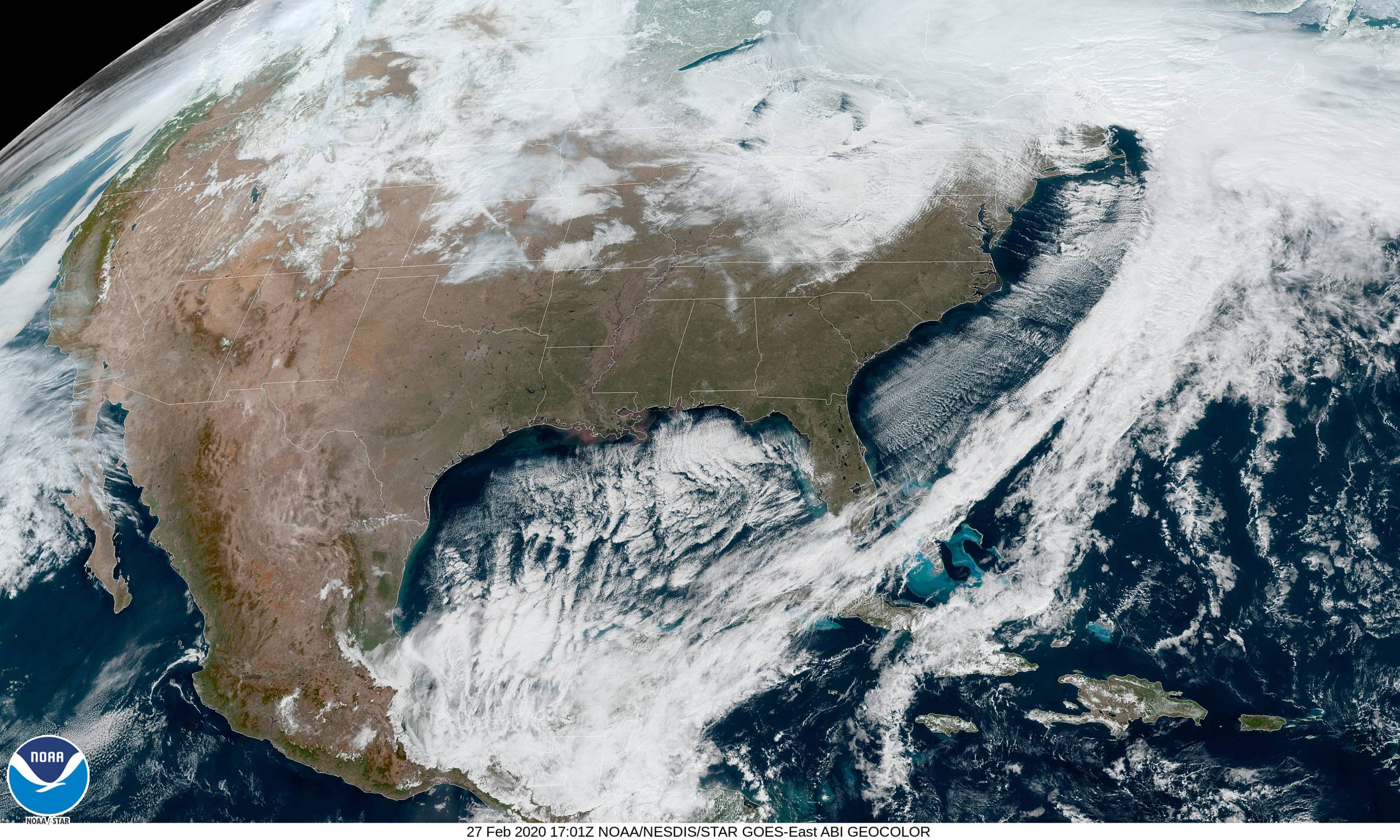
Спутниковый снимок циклона в районе Великих озёр, февраль 2020 года

Спутниковая фотосъёмка — фотографирование (фотосъёмка) поверхности Земли или других планет с помощью спутников. Результатом являются космические снимки.

## История

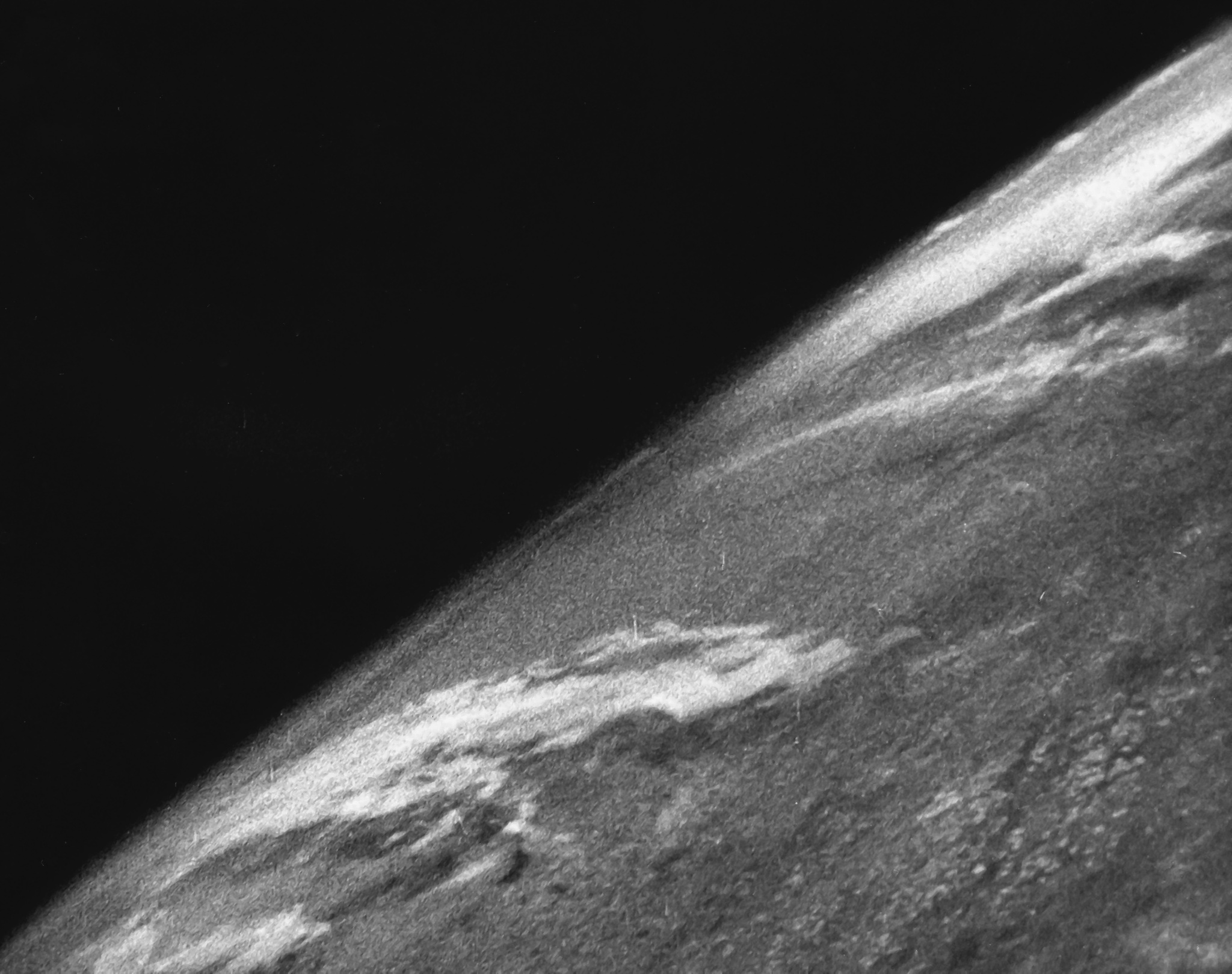
Первая фотография Земли из космоса (суборбитальная ракета A4 (Фау-2), полёт № 13, 24 октября 1946 года)

Первая фотография Земли из космоса была получена 24 октября 1946 г. — запущенная в США с полигона Уайт-Сэндс (White Sands) трофейная ракета V-2 автоматически вышла на суборбитальную траекторию с апогеем 105 км и сделала серию снимков Земли. Съёмка производилась 35-мм кинокамерой на чёрно-белую киноплёнку; фотографии делались каждые полторы секунды.
Первая спутниковая фотография Земли была сделана 14 августа 1959 года американским спутником Explorer 6.
Первые фотографии Луны были сделаны советским спутником Луна-3 6 октября 1959 года (во время выполнения фотографирования обратной стороны Луны).
Ручную киносъёмку Земли из космоса 35-мм кинокамерой впервые произвёл советский космонавт Герман Титов (Восток-2, 6 августа 1961)
Широко известен фотоснимок полного диска планеты под названием Blue Marble, сделанный в декабре 1972 года с Аполлона-17. В том же году США начало Landsat — крупнейшую программу по получению космических снимков поверхности Земли (последний спутник этой программы был запущен в 2021 году).
В 1977 году в рамках разведывательной программы KH-11 был сделан первый снимок, полученный в реальном времени.

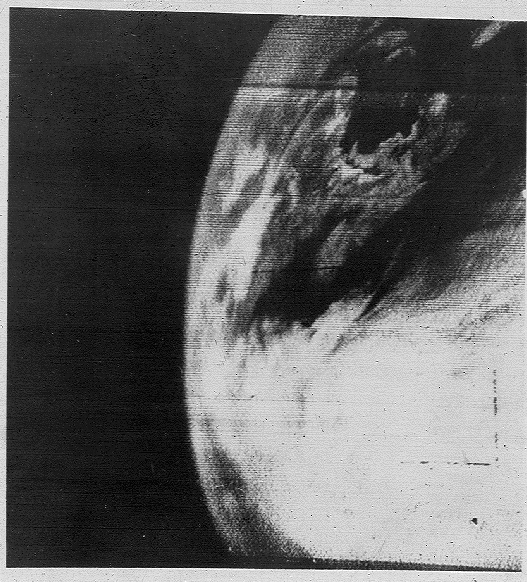
Первое телевизионное изображение Земли из космоса было получено с погодного спутника TIROS-1 (апрель 1960 года)

Все спутниковые изображения, сделанные и опубликованные НАСА, распространяются как общественное достояние и совершенно свободны. Другие страны также проводят программы по спутниковой фотосъёмке: в частности, европейские страны совместно работают над проектами ERS (англ. European Remote-Sensing Satellite) и Envisat. Также существует ряд частных компаний, выполняющих коммерческие проекты спутниковой фотосъёмки (англ. Commercial satellite imagery).
В России для фотосъёмки использовались спутники серии «Дон».
К началу XXI века результаты спутниковой фотосъёмки получили широкое распространение благодаря общедоступности и простоте работы с ними, например, несколько картографических сайтов предоставляют бесплатный доступ к спутниковым фотографиям и аэрофотосъёмке — Google Maps, Yahoo! Maps, Яндекс.Карты и др. Отдельные сайты предоставляют лишь результаты спутниковой съёмки, позволяя работать с базами снимков: NASA World Wind, TerraServer-USA, Космоснимки, LandsatLook Viewer (USGS, Геологическая служба США).

## Использование

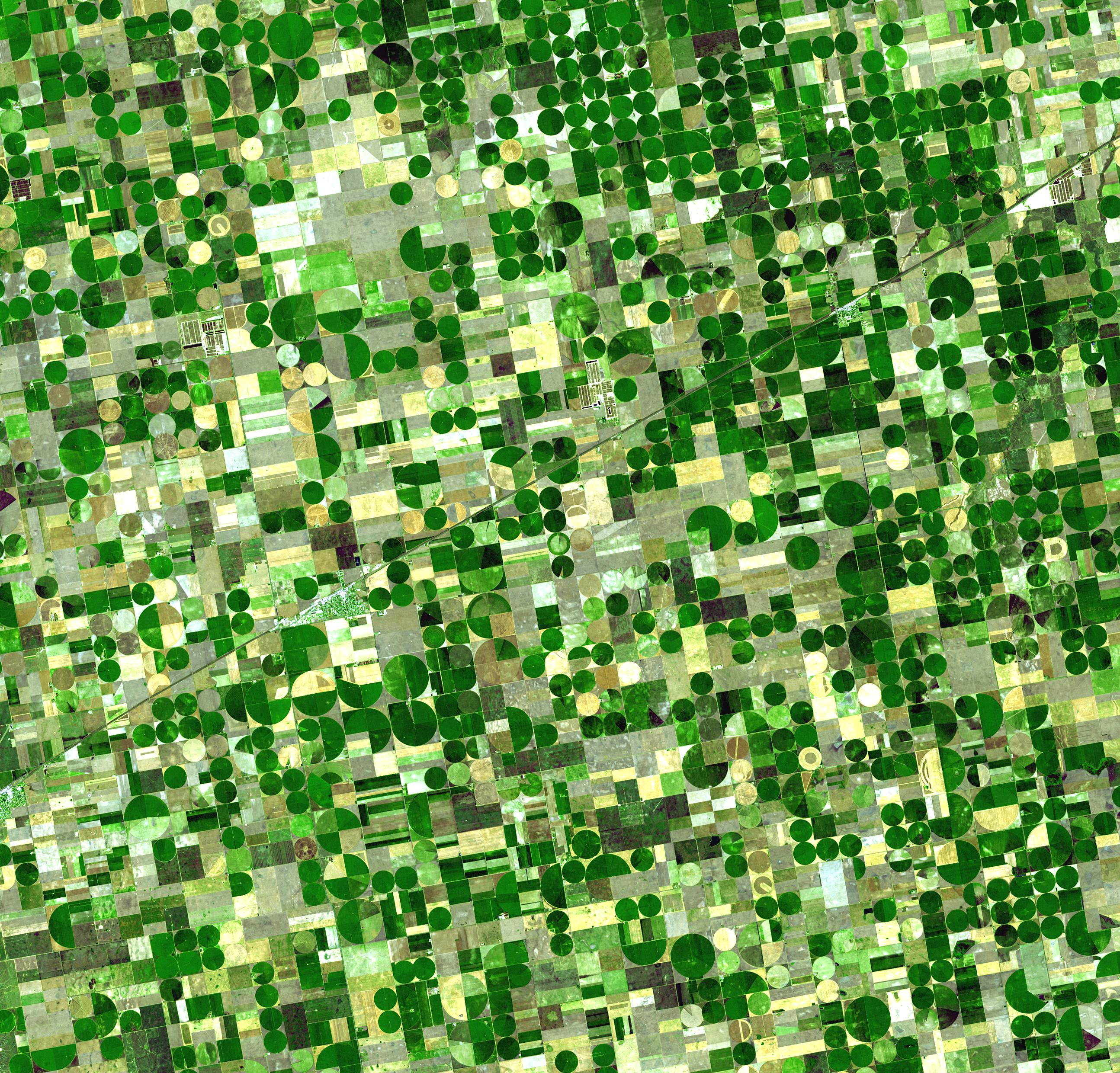
Спутниковая фотография сельской местности в округе Хаскелл (Канзас, США)

Спутниковые изображения находят применение во многих отраслях деятельности — сельском хозяйстве, геологических и гидрологических исследованиях, лесоводстве, охране окружающей среды, планировке территорий, образовательных, разведывательных и военных целях. Такие изображения могут быть выполнены как в видимой части спектра, так и в ультрафиолетовой, инфракрасной и других частях диапазона. Также существуют различные карты рельефа, выполненные с помощью радарной съёмки.
Дешифрование и анализ спутниковых снимков в настоящее время всё больше выполняется с помощью автоматизированных программных комплексов, таких как ERDAS Imagine или ENVI. В начале развития этой отрасли некоторые из видов улучшений изображений по заказу правительства США выполнялись фирмами-подрядчиками. Например, фирма ESL Incorporated разработала один из первых вариантов двухмерного преобразования Фурье для цифровой обработки изображений.
Анализ спутниковых снимков активно используется для охраны окружающей среды, например, методом «Визуальный спутниковый поиск незаконных свалок» выявлено более 200 несанкционированных свалок твердых коммунальных и бытовых отходов на территории 5 субъектов Российской Федерации.
Помимо этого методы спутниковой экологии, основанные на анализе спутниковых снимков, активно используются для оценки площадей пожаров.

## Технические характеристики

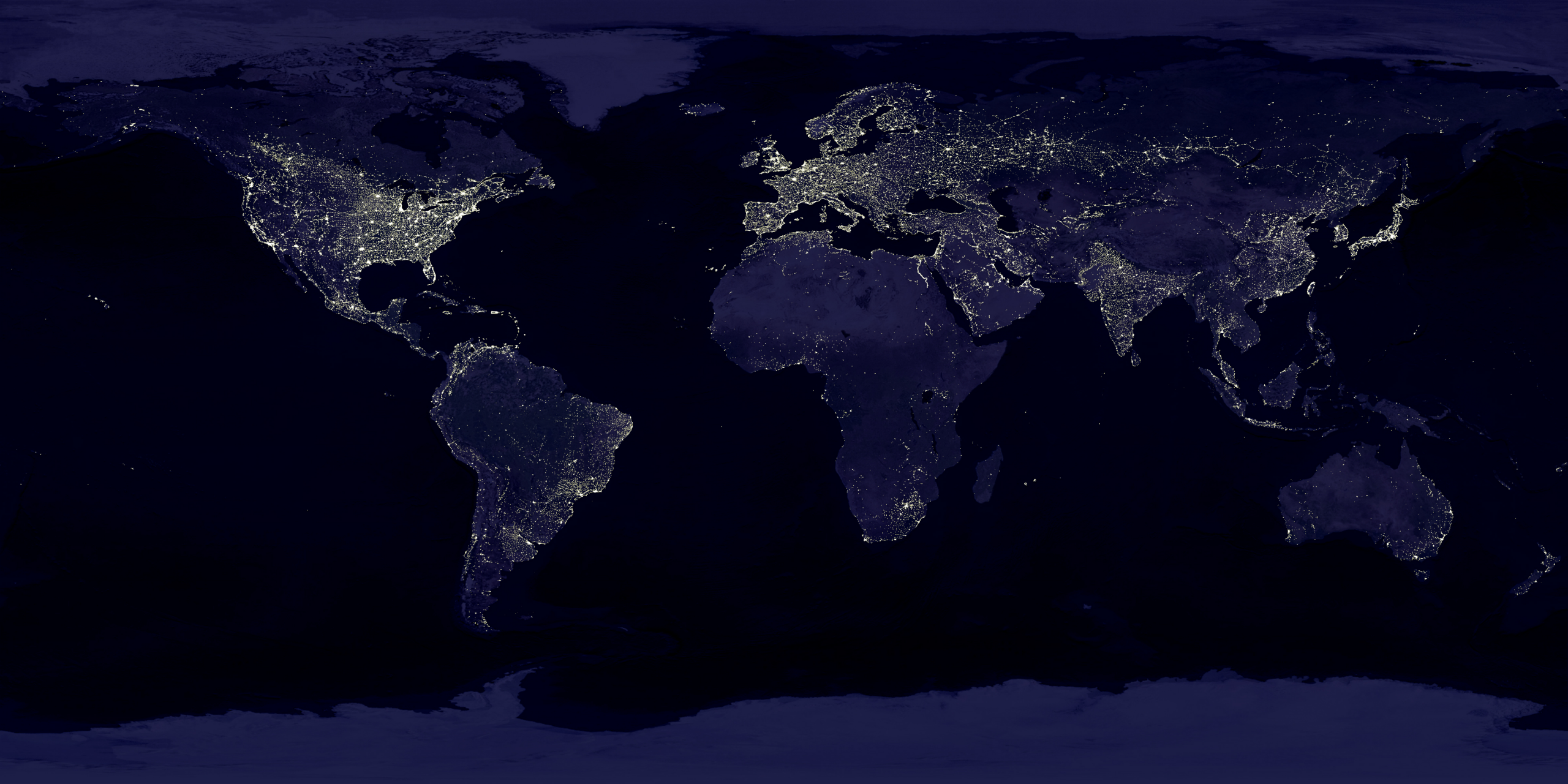
Изображение Земли ночью, составленное из большого числа отдельных снимков

Разрешение спутниковых фотографий различно в зависимости от инструмента фотографирования и высоты орбиты спутника. Например, в ходе проекта LandSat-7 была выполнена съёмка поверхности Земли с разрешением в 15 м, однако большинство из этих изображений до сих пор не обработано.
Новые коммерческие спутники серии WorldView-1 фирмы DigitalGlobe имеют разрешающую способность в размере 50 см, то есть позволяют опознавать объекты на поверхности Земли размером более полуметра. Спутник GeoEye-1 корпорации GeoEye имеет разрешение в надире в размере 41 см в панхроматическом диапазоне, но коммерческим потребителям до июня 2014 года были доступны снимки только с разрешением 50 см. В июне 2014 года министерство торговли США дало разрешение на продажу снимков с более высоким разрешением. В феврале 2013 года GeoEye влилась в DigitalGlobe.
13 августа 2014 года DigitalGlobe запустила спутник WorldView-3 c разрешением 31 см. Спутник третьего поколения GeoEye-2 под именем WorldView-4 с разрешением 25-34 см запущен в ноябре 2016 года. 
В 2025 году американская компания Albedo Space планирует выпуск на рынок снимков с разрешением 10 см на пиксел. В перспективе ожидается запуск 24 низкоорбитальных спутников, что позволит делать коммерческие снимки с высоким разрешением в любой точке поверхности Земли. 
Спутниковая фотосъёмка часто дополняется аэрофотосъёмкой, которая позволяет получить более высокое пространственное разрешение снимка на местности, но имеет большую удельную стоимость (выражаемую в затратах на м²). Также результаты спутниковой фотосъёмки могут быть скомбинированы с уже готовыми векторными или растровыми изображениями в ГИС (при условии, что на снимках устранены искажения условий съёмки (например, искажения перспективы) и особенностей съёмочного оборудования (например, сдвиг полос изображения для сканирующих съёмочных систем).